# Orchard (Nebraska)
Orchard és una població dels Estats Units a l'estat de Nebraska. Segons el cens del 2000 tenia 391 habitants.

## Demografia
Segons el cens del 2000, Orchard tenia 391 habitants, 183 habitatges, i 120 famílies. La densitat de població era de 359,4 habitants per km².
Dels 183 habitatges en un 20,8% hi vivien nens de menys de 18 anys, en un 57,4% hi vivien parelles casades, en un 7,7% dones solteres, i en un 34,4% no eren unitats familiars. En el 32,2% dels habitatges hi vivien persones soles el 21,3% de les quals corresponia a persones de 65 anys o més que vivien soles. El nombre mitjà de persones vivint en cada habitatge era de 2,14 i el nombre mitjà de persones que vivien en cada família era de 2,68.
Per edats la població es repartia de la següent manera: un 20,2% tenia menys de 18 anys, un 6,1% entre 18 i 24, un 20,7% entre 25 i 44, un 29,4% de 45 a 60 i un 23,5% 65 anys o més.
L'edat mediana era de 47 anys. Per cada 100 dones de 18 o més anys hi havia 85,7 homes.
La renda mediana per habitatge era de 21.771 $ i la renda mediana per família de 29.063 $. Els homes tenien una renda mediana de 27.813 $ mentre que les dones 16.719 $. La renda per capita de la població era de 13.075 $. Aproximadament l'11,7% de les famílies i el 16,3% de la població estaven per davall del llindar de pobresa.

## Poblacions més properes
El següent diagrama mostra les poblacions més properes.